# 相模原市立向陽小学校
相模原市立向陽小学校（さがみはらしりつこうようしょうがっこう）は、神奈川県相模原市中央区向陽町にある公立小学校である。

## 概要
- 校舎は、北棟、中棟、南棟の3つがある。
- 校庭には、「ジャンボ滑り台」という相模原で一番高い滑り台[要出典]がある。

## 沿革
- 1948年（昭和23年）4月 - 相模原町立旭第二小学校として創立。
- 1951年（昭和26年）12月 - 相模原町立向陽小学校と改称。
- 1952年（昭和27年）6月12日 - 校章、校歌制定。開校記念日とする。
- 1954年（昭和29年）11月20日 - 相模原町の市制施行により、相模原市立向陽小学校と改称。
- 1958年（昭和33年）7月 - プール完成。
- 1960年（昭和35年）10月 - 給食を開始。
- 1974年（昭和49年）5月 - 体育館竣工。
- 1996年（平成8年）4月 - 「さつき級（情緒）」開級。
- 1998年（平成10年）6月 - 創立50周年記念式典。
- 1999年（平成11年）4月 - インターネット設置工事（同年6月使用開始）。
- 2000年（平成12年）4月 - 「さつき級（知的）」開級。
- 2017年（平成29年）6月 - 第70回開校記念。航空写真撮影。

## 通学区域
- 相模原市中央区[2]
  - 小山1丁目
  - 大字小山3429番地
  - 上矢部1丁目17番（1号・2号）
  - 向陽町
  - 相模原1丁目
  - 相模原4丁目
  - すすきの町
  - 氷川町
  - 宮下1丁目
  - 宮下2丁目
  - 宮下3丁目
  - 宮下本町1丁目
  - 宮下本町2丁目
  - 宮下本町3丁目

## 進学中学校
- 相模原市中央区[3]
  - 相模原市立小山中学校 - 相模原4丁目を除く地域から通う児童が進学
  - 相模原市立中央中学校 - 相模原4丁目から通う児童が進学

## 学校周辺
- 小山公民館 - 同一敷地内
- 神奈川県道503号相模原立川線
- JR横浜線
- 米軍相模補給廠

## アクセス
- 神奈川中央交通「橋52」・「橋55」・「桜84」の各系統で、「向陽小学校前」バス停下車。
- JR横浜線相模原駅北口から、徒歩10分。